# 猿田湧
猿田 湧（さるた ゆう、1998年6月4日 - ）は、ジャパンラグビーリーグワン横浜キヤノンイーグルスに所属するラグビーユニオン選手。

## プロフィール
- 秋田県出身[1]。
- ポジションはフルバック(FB)。
- 身長 184 cm、体重 88 kg
- 愛称はサル、サルちゃん。
- U20日本代表に選ばれたことがある[2]。

## 略歴
9歳からラグビーを始めた。
2017年、秋田工業高校卒業後、明治大学に入る。なお秋田工業高校時代、高校日本代表に選ばれたことがある。
2021年、明治大学卒業後、キヤノンイーグルス(現・横浜キヤノンイーグルス)に加入。